# Полянув
Полянув (пол. Polanów, нем. Pollnow) — город в Польше, входит в Западно-Поморское воеводство, Кошалинский повят. Имеет статус городско-сельской гмины. Занимает площадь 7,61 км². Население — 3001 человек (на 2004 год).

## Галерея

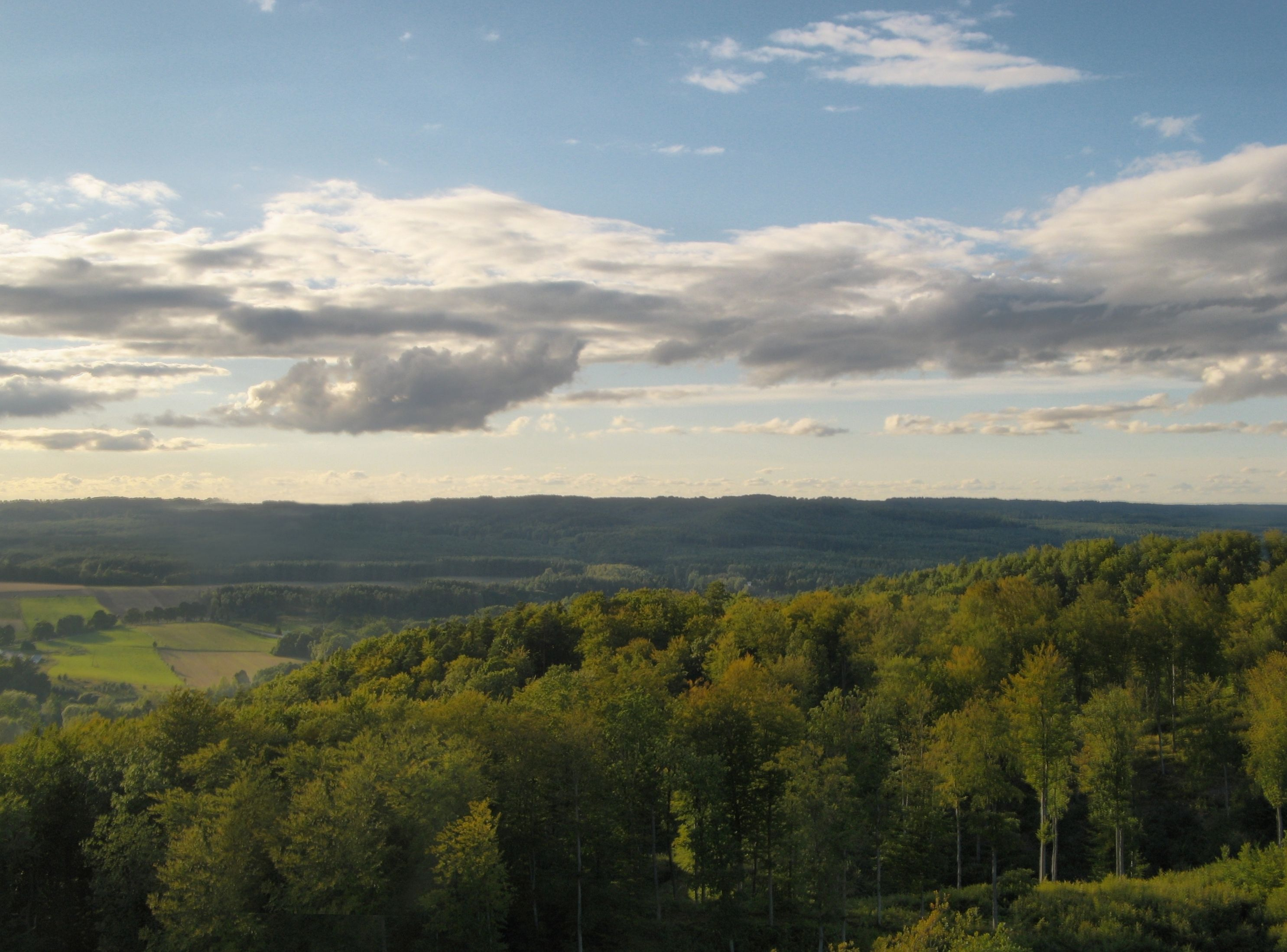
Природный ландшафт
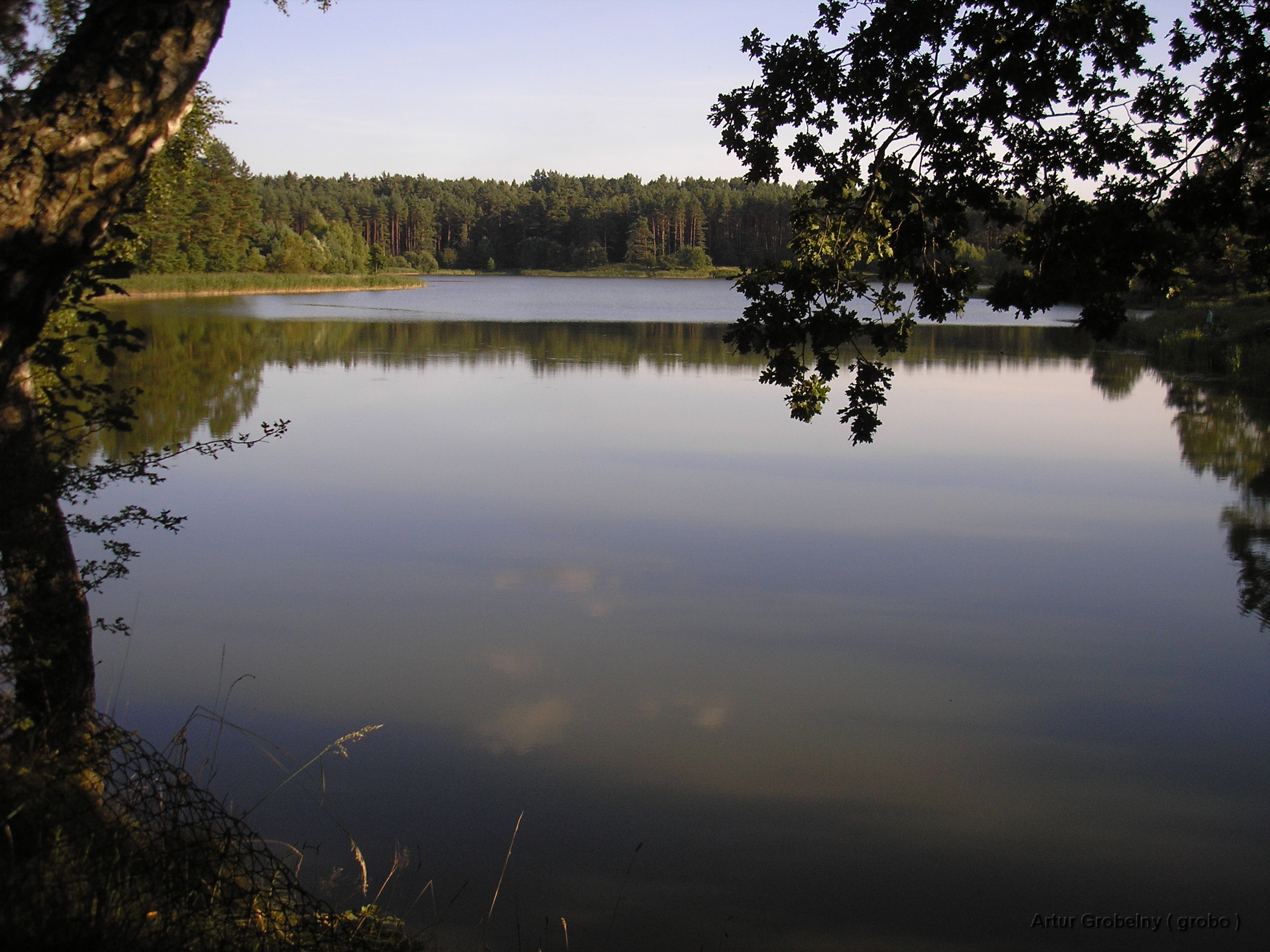
Озеро
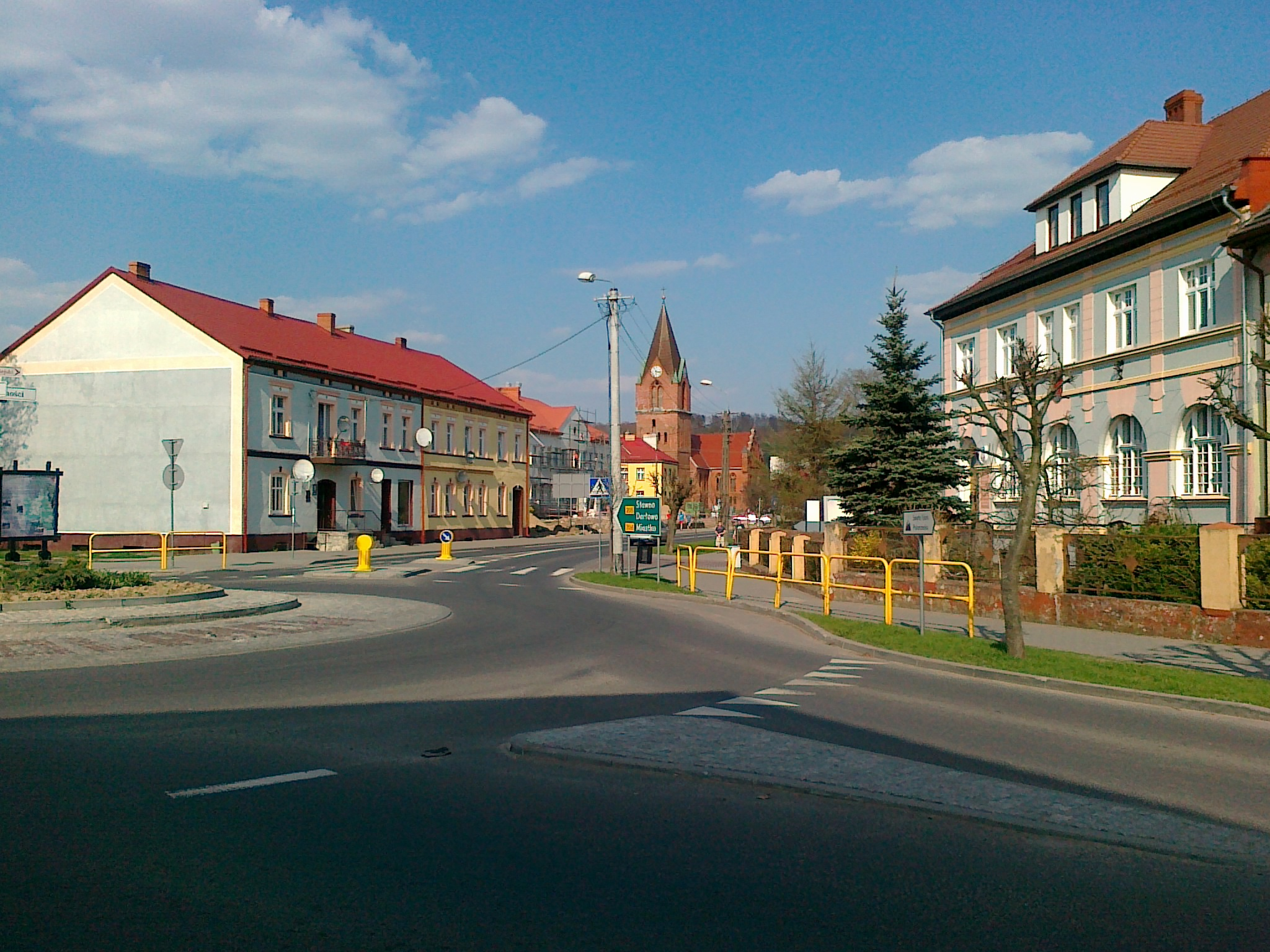
Панорама
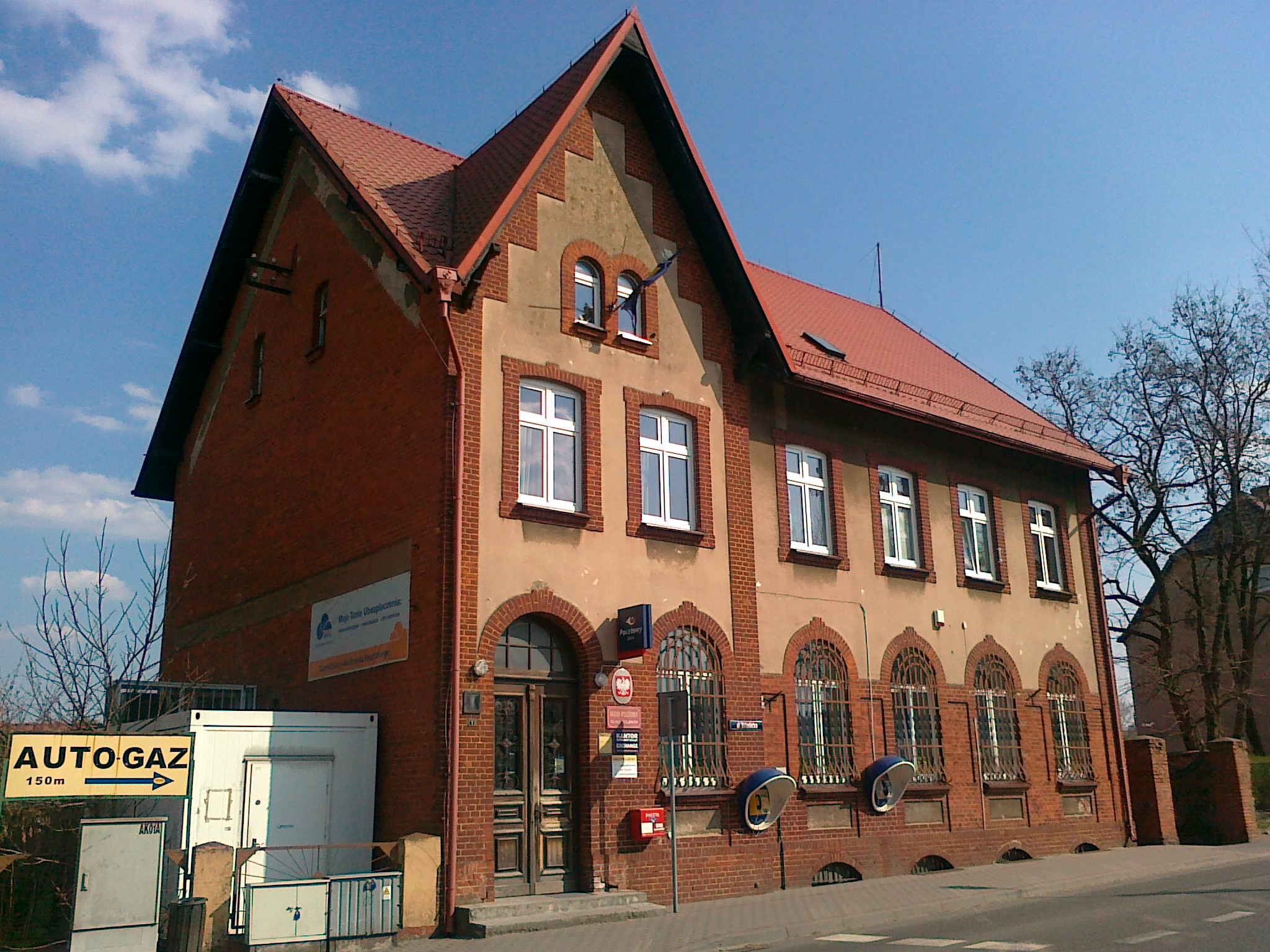
Почта
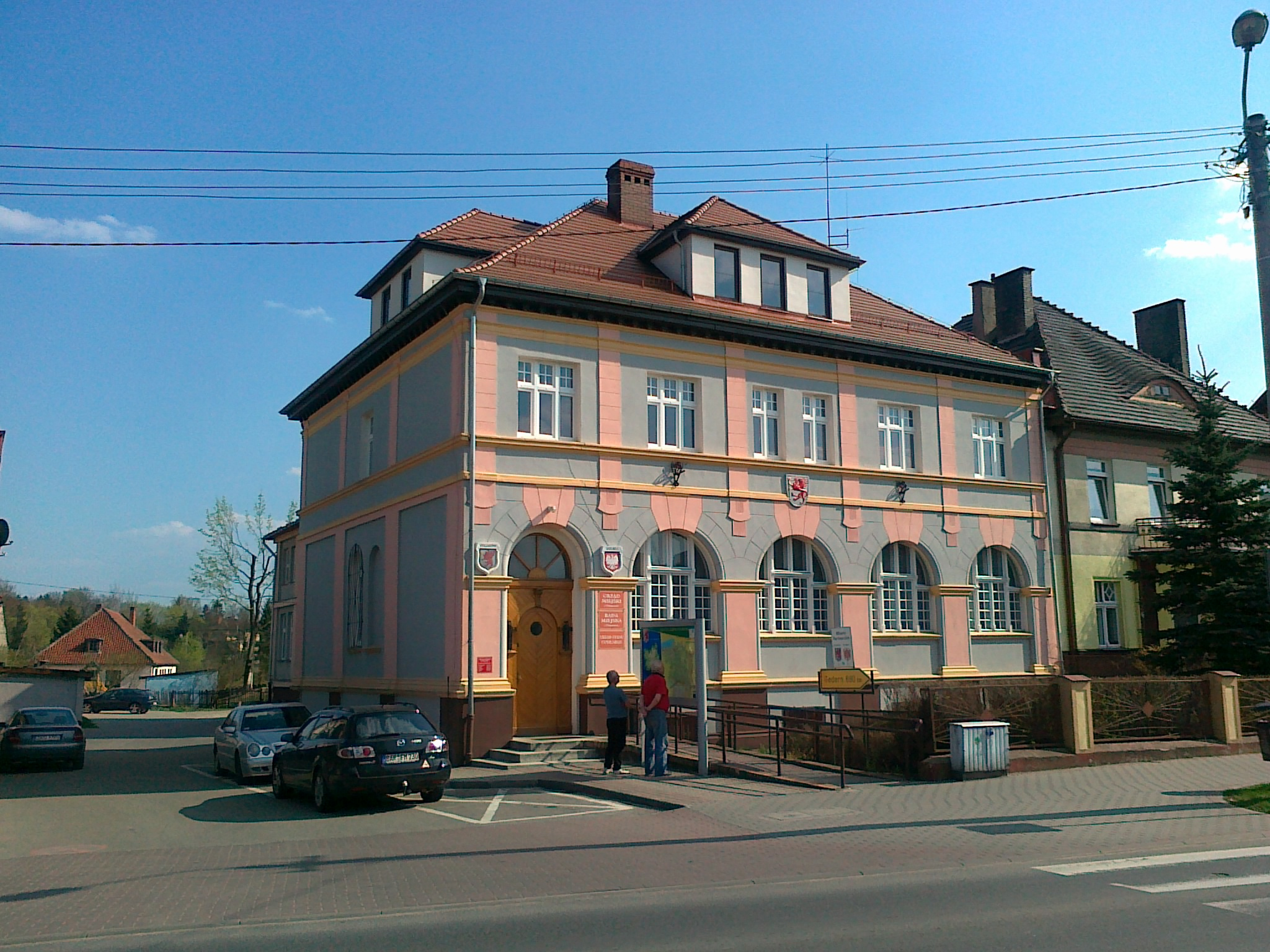
Старинное здание
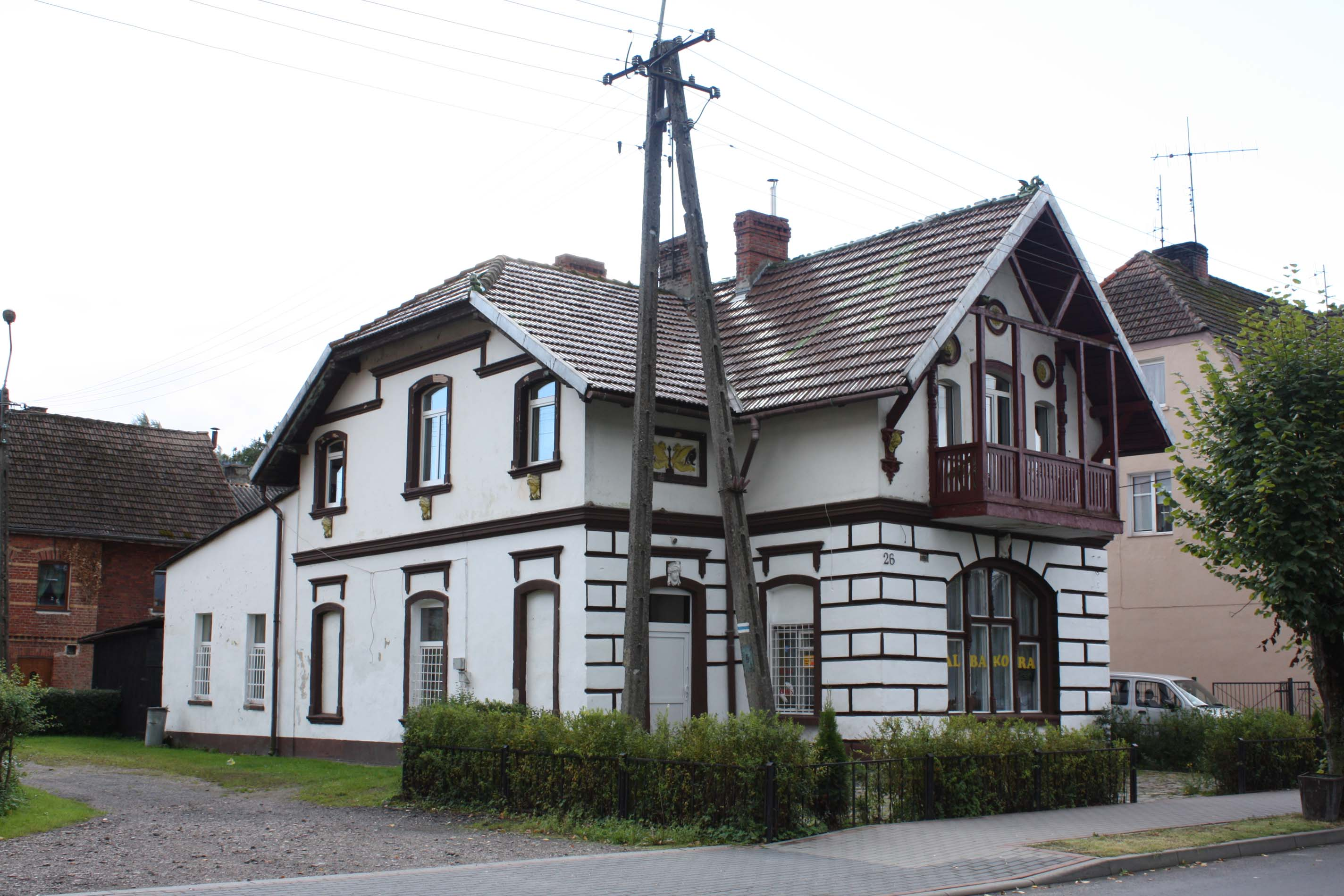
Старинная вилла
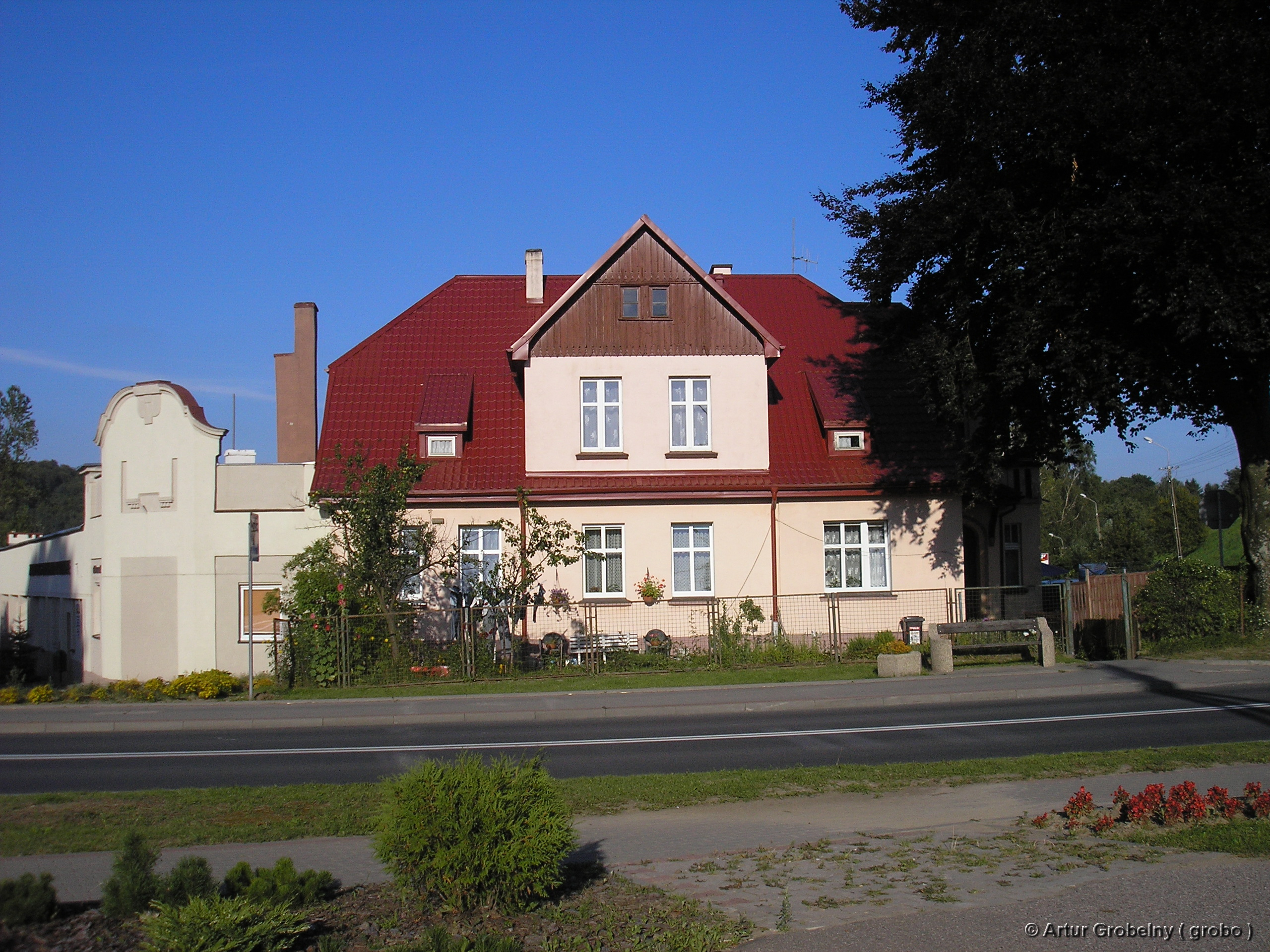
Дом
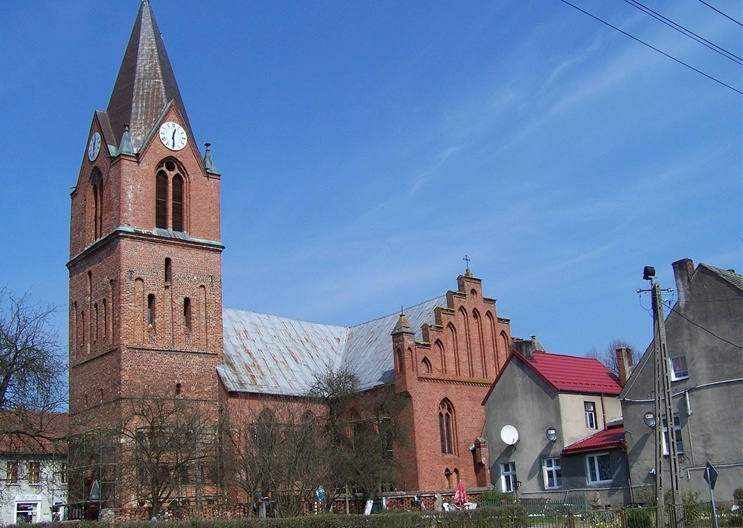
Костёл Успения Пресвятой Девы Марии
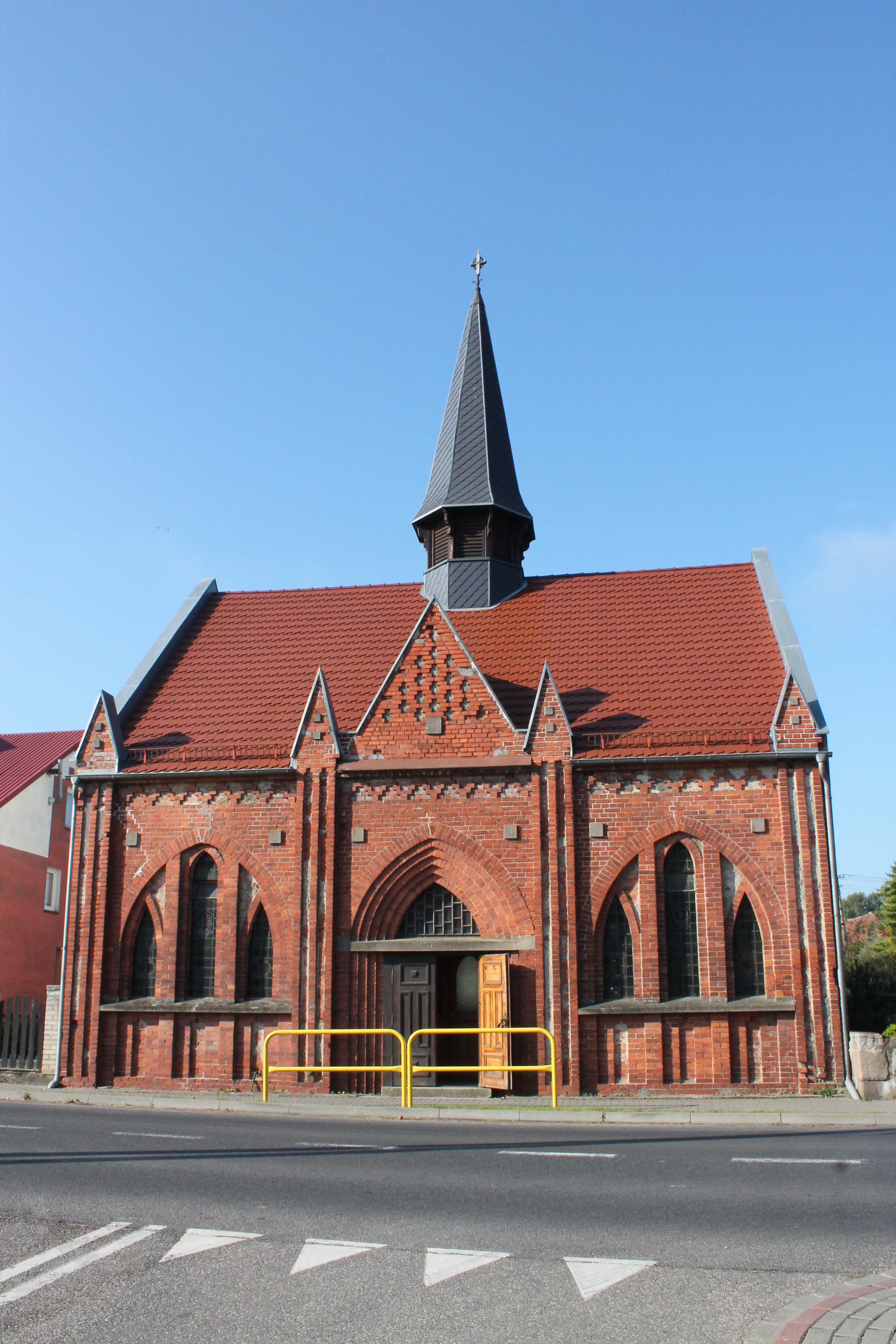
Церковь
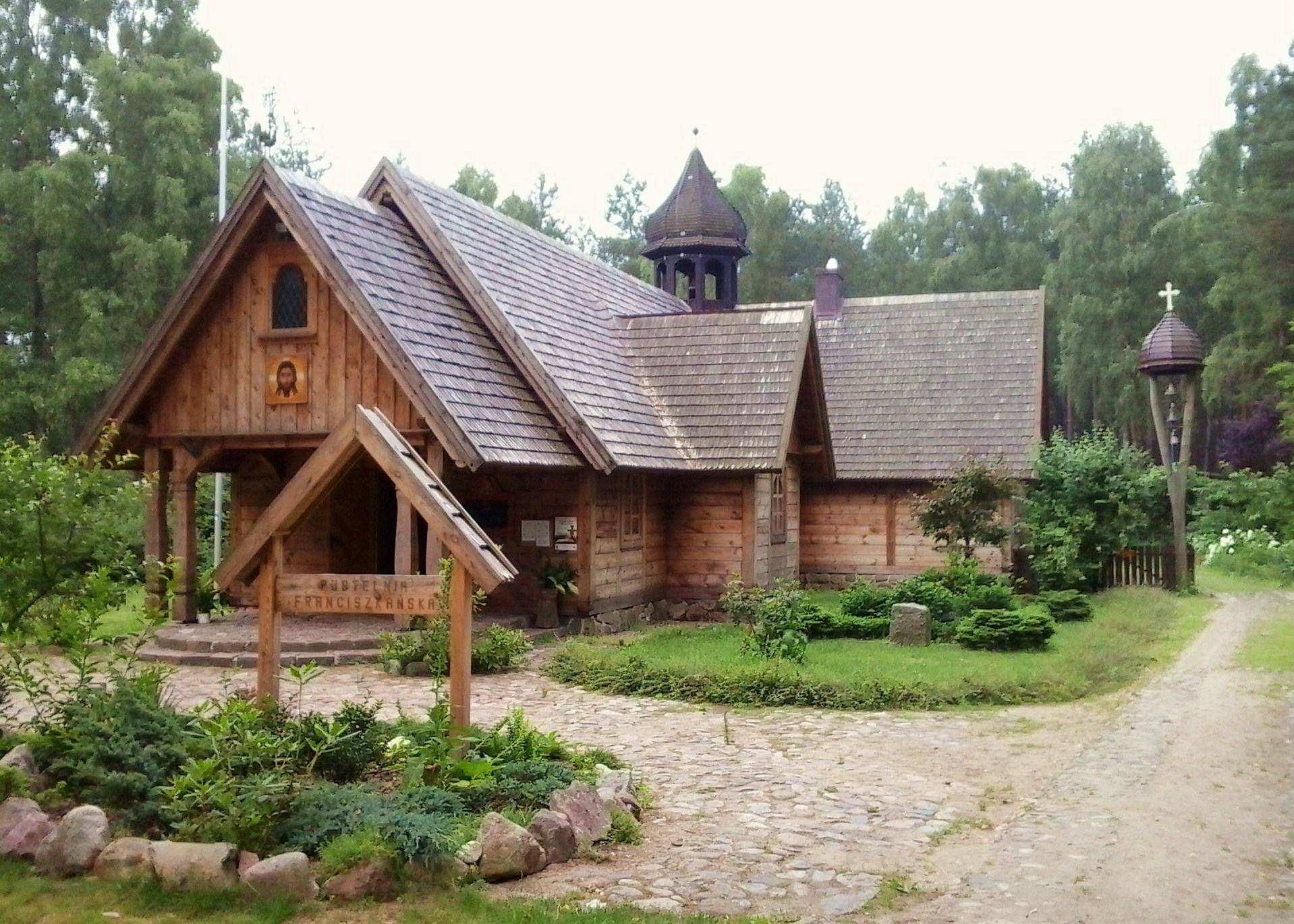
Светлая гора